# Juan Picasso González
Juan Picasso González (Màlaga, 22 d'agost del 1857 - Madrid 5 d'abril del 1935). Militar espanyol, heroi de guerra a l'Àfrica i instructor de la investigació militar més important de la història espanyola: l'Expedient Picasso, investigació sobre el Desastre d'Annual. Era oncle segon del pintor Pablo Ruiz Picasso.
Ingressà a l'Acadèmia de l'Estat Major el 1876, llicenciant-se en l'Arma de Cavalleria. El 28 d'octubre del 1893 mor el General Juan García Margallo a l'entrada del bastió de Cabrerizas Altas (Melilla). La posició estava envoltada i el llavors capità Picasso es presenta voluntari per a trencar el cèrcol de la plaça i arribar al fort de Rostrogordo (Melilla) a demanar ajuda. Per aquesta acció rebria la Creu Llorejada de Sant Ferran.
La condecoració el fa ascendir ràpidament: Tinent Coronel el (1895), Coronel el (1902) i General de Brigada el (1915). Formà part de la Comissió Permanent Consultiva d'Assumptes Militars, Navals i d'Aviació, sent el representant espanyol davant la Societat de Nacions des de 1920. El 16 de febrer del 1921 rep l'ascens a General de Divisió i el juliol es produeix el Desastre d'Annual. El Vescomte d'Eza, en aquell temps Ministre de la Guerra, li encarrega el 4 d'agost d'investigar els fets que van envoltar la derrota. La seva investigació es va plasmar en l'Expedient Picasso.
Va passar a la reserva el 23 d'agost del 1923 i, dos anys més tard, el 28 d'agost del 1925 passà a la segona reserva amb el grau de Tinent General.